# Hyperolius guttulatus
Hyperolius guttulatus és una espècie de granota de la família dels hiperòlids que viu al Camerun, Costa d'Ivori, el Gabon, Ghana, Guinea, Libèria, Nigèria, Sierra Leona i, possiblement també, a Guinea Equatorial.
Està amenaçada d'extinció per la pèrdua del seu hàbitat natural.